# Гано, Грэм
Грэхем Гано (англ. Graham Gano) (род. 9 апреля 1987) — американский футболист, выступающий за футбольную команду НФЛ «Нью-Йорк Джайентс» на позиции кикера.

## Личная жизнь
Родился в семье военного Марка Гано в Арброте, небольшом городе в Шотландии.

## Карьера в НФЛ
20 ноября 2012 года подписал контракт с «Каролина Пэнтерс», заменив Джастина Медлока.
28 февраля 2014 года подписал новый контракт на 4 года суммой 12,4 миллиона.

### Статистика
| Сезон                   | PAT   | PAT Pct. | FG-FGA | FG Pct. | Long |
| ----------------------- | ----- | -------- | ------ | ------- | ---- |
| Вашингтон Редскинз 2009 | 6/7   | 85.7 %   | 4/4    | 100 %   | 46   |
| Вашингтон Редскинз 2010 | 28/28 | 100.0 %  | 24/35  | 68.6 %  | 49   |
| Вашингтон Редскинз 2011 | 25/26 | 96.1 %   | 31/41  | 75.6 %  | 59   |
| Каролина Пэнтерс 2012   | 20/21 | 95.2 %   | 9/11   | 81.8 %  | 51   |
| Каролина Пэнтерс 2013   | 42/42 | 100.0 %  | 24/27  | 88.9 %  | 55   |
| Каролина Пэнтерс 2014   | 34/34 | 100.0 %  | 29/35  | 82.9 %  | 53   |

## Рекорды
Самый длинный филд гол в истории «Вашингтон Редскинз» в 2011 году на 59 ярдов.